# Convolute
Le terme convolute est utilisé dans le domaine des hautes puissances électriques pour désigner un dispositif capable :
- soit de fusionner des nappes de courant provenant de plusieurs générateurs (l'opération correspondante est dénommée convolution);
- soit de réaliser le croisement de deux nappes de courant sans qu'elles interagissent (convolute croisée).